# 岩塩氷河

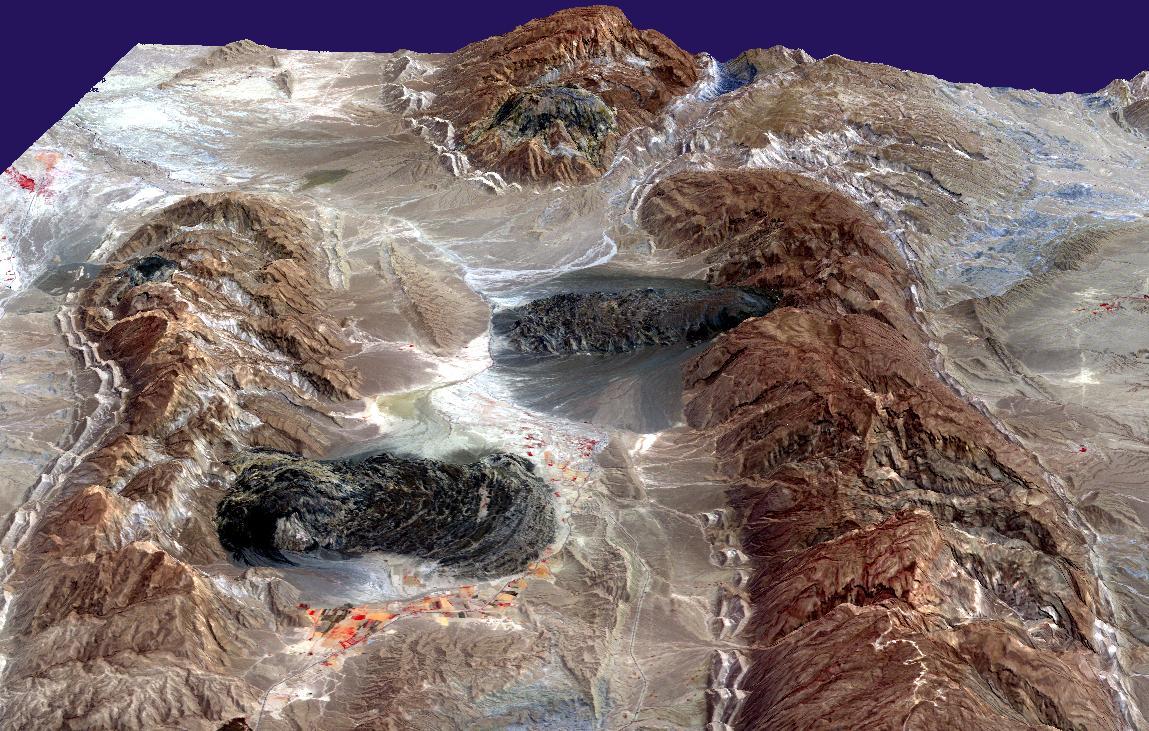
イラン南部のザグロス山脈に見られる岩塩ドーム（丘陵部）と岩塩氷河（黒い部分）。

岩塩氷河（がんえんひょうが、salt glacier）は塩（典型的には岩塩）の流れである。地下深くの岩塩ダイアピルが地表まで隆起して岩塩ドームを形成し水分を含むことで麓に流れ出すもの。通常の氷河と同様に、岩塩氷河は重力によって近傍の谷底へと流れてゆく。塩の強度は水分含量に決定的に依存するため、塩が水分を含みがちな冬季に流れやすい。クレバスのような裂溝で区切られた弓形の隆線の繰り返しと、急勾配の側面および前面を持って舌状に展開した岩塩氷河は、時に数キロメートルにも及ぶ。塩が粘土を取り込むと、岩塩氷河は暗色を呈する。